# 瀬田敦子
瀬田 敦子 （せた あつこ、1955年3月4日 - ）は、大阪府池田市出身、ポーランド在住の日本人ピアニスト
。
大阪教育大学特設音楽課程ピアノ科卒業。1992年に日本クラシック音楽コンクール全国大会で第3位入賞、また1993年に全日本ソリストコンテスト・ベストソリスト賞受賞。1996年、マスタープレイヤーズ国際音楽コンクール (イタリア) でマスタープレイヤーズ大賞を受賞し、指揮者リチャード・シューマッハーにみとめられると同年にヨーロッパデビューを果たす。レパートリーは幅広いが、アルゼンチンの作曲家であるヒナステラの作品演奏は特筆すべきである。審査委員としては、1996年に日本クラシック音楽コンクール審査員、1997年から1999年までマスターズプレイヤーズ国際音楽コンクール審査員、2018年スクリャービン国際ピアノコンクール審査員等、世界各地の国際コンクールに招聘されている。

## 演奏活動
瀬田は2003年、西日本で最も活発なミュージシャンに与えられる音楽クリティッククラブ賞、翌2004年はイタリアでIBLA 最優秀演奏者賞ヒナステラ特別賞を受賞する。2003年と2004年にわたり日本人ピアニストで初めてレバノン国立交響楽団とピアノ協奏曲を演奏し、2004年12月10日ラフマニノフのピアノ協奏曲第2番を共演。わずか数日後にはイタリアのラグーザ県でエッケホモ教会 (12月14日) とサンタテレサ教会 (12月15日・シクリ) 、パラッツォ・メルケダリ (12月18日・モーディカ) を巡りリサイタルを行った。
2004年と2005年、瀬田はほとんどを日本国内でチャリティ演奏会、平和に捧げるリサイタルに出演、2005年1月16日に阪神大震災10年周年祈念演奏会を大阪で開く。同年4月、アメリカに渡るとヒナステラの曲目を4月10日にロサンゼルスの ヤマハセンターで、4月11日にはニューヨークでカーネギーホールとニューヨーク大学で公演。ヒナステラのソナタ第1番をはじめとするレパートリーを披露した。ズデーテン・オーケストラ  (Filharmonia Sudecka) ポーランド語版) とは5月に協演、曲目はメンデルスゾーントリオIop.39、ブラームス- トリオIII op.87とラヴェルのピアノ協奏曲ト長調である。
ズデーテン・オーケストラとヒナステラのピアノ協奏曲第1番を演奏した会場はバウブジヒ (2006年9月29日) 、１カ月ほど経た11月に大阪と神戸でイタリアのアコーディオン奏者ジーノ・カルボラーノと共演しリサイタルを数回行っている。2006年のクリスマスは、「リスト全曲演奏会」と題した特別なソロリサイタルを奏楽堂ホール (東京の) とベガ・ホール (兵庫県宝塚市) で演奏。ｖ2007年7月27日にベートーベンの「月光ソナタ第3楽章」、9月28日に「エリーゼのために」を演奏。ポーランドの日本ウィークの開催に合わせると10月26日から同年10月30日にかけてワルシャワの国立フィルハーモニー劇場でリサイタルを開いた。
チェンマイを訪れて2008年1月19日にタイ王室のナラーティワートラーチャナカリン王女をしのぶ演奏会に出演した瀬田は、6月下旬に横浜のサンハートミュージックホールと長浜ホール、コンスタンツェハウス (岐阜県) の各地と、駐日シンガポール大使館 (東京) のサロンコンサートでソロ演奏を披露、11月20日に訪問先のブルガリアでハチャトゥリアンのピアノ協奏曲を演奏すると (ソフィア・フィルハーモニー管弦楽団) 、その翌日、ブルガリア国立音楽院でマスタークラスを開催している。ハチャトゥリアンのピアノ協奏曲は11月25日にスタラ・ザゴラ歌劇場でフィルハーモニー管弦楽団と再び演奏した。
瀬田はタイのチェンマイ交響楽団財団の主催するヒナステラ国際音楽祭で芸術監督を務めている。2016年はヒナステラの百周年を祝う記念演奏会に出演、2016年10月初旬発表の曲目ではチャイプルック・メカラ指揮、ピアノソロ瀬田敦子、チェンマイ交響楽団により、ヒナステラの「エスタンシアよりマランボ」 (Malambo from Estancia) と「ピアノ協奏曲第1番よりトッカータ」 (Toccata from Piano Concerto #1) の2曲演。
2009年2月21日、瀬田はポーランドで Danuta Organisciuk と Wlodek Zylin のピアノトリオでブラームス作曲イ長調を演奏した。翌日、Szczawno-Zdrój市でソロリサイタルを公演
、5月22日から24日までイタリアのガリバルディ劇場 Teatro Garibaldi a Ragusa (ラグーザ) で演奏。ヴェリコ・タルノヴォ交響管弦楽団との公演は6月3日、ブルガリアのヴェリコ・タルノヴォで開かれ、同年11月21日にはチェンマイ交響楽団と協演。翌2010年、演奏活動は大阪、京都、東京を中心にし、5月にポーランドを再訪、バウブジヒ (英語版) でズデーテン・オーケストラとモーツァルト・ピアノ協奏曲第23番を公演している。

### 演奏スタイル
ベートーヴェン、ショパンとリストの名演奏を評価される瀬田は、アルゼンチンの作曲家アルベルト・ヒナステラおよびブラームスの演奏も注目されている。またオーケストラとの協演について、わけてもハチャトゥリアンやヒナステラ、ラフマニノフ作曲ピアノ協奏曲のコンチェルトに秀でており、グリーグとチャイコフスキーの作品を公演。2010年当時はタイ王国を拠点に2月にショパン記念年に参加、ショパンの作品のリサイタルを行い、また日本の音楽を発信、第二次世界大戦後に東北地方で生まれた三味線の曲に取材し、多数、ピアノ曲に編曲して発表している。ピアニストとして培ってきたダイナミックな演奏は、鋭いスタッカートの巧みな扱い、三味線の糸をバチで弾く打楽器の音色を用いるというスタイルを確立した。

## 受賞ならびに審査員

### 受賞歴
- 1992年 日本クラシック音楽コンクール 全国大会第3位[7]
- 1993年 全日本ソリストコンテスト ベストソリスト賞
- 1996年 マスタープレイヤーズ国際音楽コンクール（イタリア）最優秀賞マスタープレイヤーズ大賞
- 2003年 音楽クリティッククラブ 奨励賞
- 2004年 IBLA 最優秀演奏者賞 (イタリア) ヒナステラ特別賞
- 2018年 ポーランドSzczawno-Zdrój市名誉市民称号受賞

### 審査員 他
- 1996年 日本クラシック音楽コンクール
- 1997-1999年 マスターズプレイヤーズ国際音楽コンクール
- 2014年 香港若いピアニストのための国際音楽コンクール
- 2016年 チェンマイ交響楽団財団主催 ヒナステラ国際音楽祭 音楽監督と兼務[6]
- 2017年 イタリア Rovere dOro 国際ピアノコンクール
- 2018年 スクリャービン国際ピアノコンクール
- 2018年 ホンコン Amigos音楽協会 音楽コンサルタント
- 2018年 日本ヒナステラ協会 名誉会長
- 2018年 タイ王国 パヤップ大学名誉教授